# Analyse canonique à noyaux
L'analyse canonique à noyaux, parfois aussi nommé analyse à noyaux des corrélations canoniques, (kernel canonical correlation analysis en anglais, d'où KCCA) étend l'analyse canonique ordinaire grâce à l'astuce du noyau. 

## Définition Mathématiques
Supposons que nous avons X et Y deux matrices, celle ci vont être transformé dans deux espaces de Hilbert, {\displaystyle \phi _{x}(X)\in H_{x}} et {\displaystyle \phi _{y}(X)\in H_{y}}. Le but est alors de trouver le a et le b tel que, si {\displaystyle U=(a|\phi _{x}(X))} et {\displaystyle V=(b|\phi _{y}(Y))}, la corrélation sera maximale entre U et V.
Nous pouvons l'écrire de la manière suivante :
{\displaystyle a=\sum _{i=1}^{n}\alpha _{i}\phi _{x}\left(x_{i}\right)\quad b=\sum _{i=1}^{n}\beta _{i}\phi _{y}\left(y_{i}\right)}
{\displaystyle U=\sum _{i=1}^{n}\alpha _{i}\left(\phi _{x}\left(x_{i}\right)|\phi _{x}\left(X\right)\right)\quad V=\sum _{i=1}^{n}\beta _{i}\left(\phi _{y}\left(y_{i}\right)|\phi _{y}\left(Y\right)\right).}
Par le théorème de Mercer, les produits scalaires {\displaystyle \left(\phi _{x}\left(x_{i}\right)|\phi _{x}\left(X\right)\right)}  et {\displaystyle \left(\phi _{y}\left(y_{i}\right)|\phi _{y}\left(Y\right)\right)} peuvent être remplacé par des noyaux {\displaystyle \left(K_{x}\right)_{ij}=K_{h_{x}}\left(x_{i},x_{j}\right)} et {\displaystyle \left(K_{y}\right)_{ij}=K_{h_{y}}\left(y_{i},y_{j}\right)}.  

On peut alors calculer {\displaystyle \alpha =\left(\alpha _{1},\cdots ,\alpha _{n}\right)^{T}} et {\displaystyle \beta =\left(\beta _{1},\cdots ,\beta _{n}\right)^{T}} comme les solutions du problème aux valeurs propres généralisé suivant :
{\displaystyle {\begin{pmatrix}0&K_{x}K_{y}\\K_{y}K_{x}&0\end{pmatrix}}{\begin{pmatrix}\alpha \\\beta \end{pmatrix}}=\lambda {\begin{pmatrix}K_{x}K_{x}&0\\0&K_{y}K_{y}\end{pmatrix}}{\begin{pmatrix}\alpha \\\beta \end{pmatrix}}.}

## Liens avec d'autres méthodes
Elle peut être vue comme la composition de deux analyses en composantes principales à noyaux avec une analyse d'une analyse canonique des corrélations classique.

#### Articles publiés sur internet
1. ↑  S. Y. Huang, M. H. Lee et C. K. Hsiao, « Nonlinear measures of association with kernel canonical correlation analysis and applications », Journal of Statistical Planning and Inference, vol. 139, no 7,‎ 2009, p. 2162 (DOI 10.1016/j.jspi.2008.10.011, lire en ligne)
2. ↑  (en) Shotaro Akaho, « A kernel method for canonical correlation analysis », arxiv,‎ 14 février 2007 (lire en ligne)
3. ↑  (en) F.R. Bach et M.I. Jordan, « KERNEL INDEPENDENT COMPONENT ANALYSIS », 2003 IEEE International Conference on Acoustics, Speech, and Signal Processing, 2003. Proceedings. (ICASSP '03).,‎ 5 juin 2003 (lire en ligne)